# Beitun

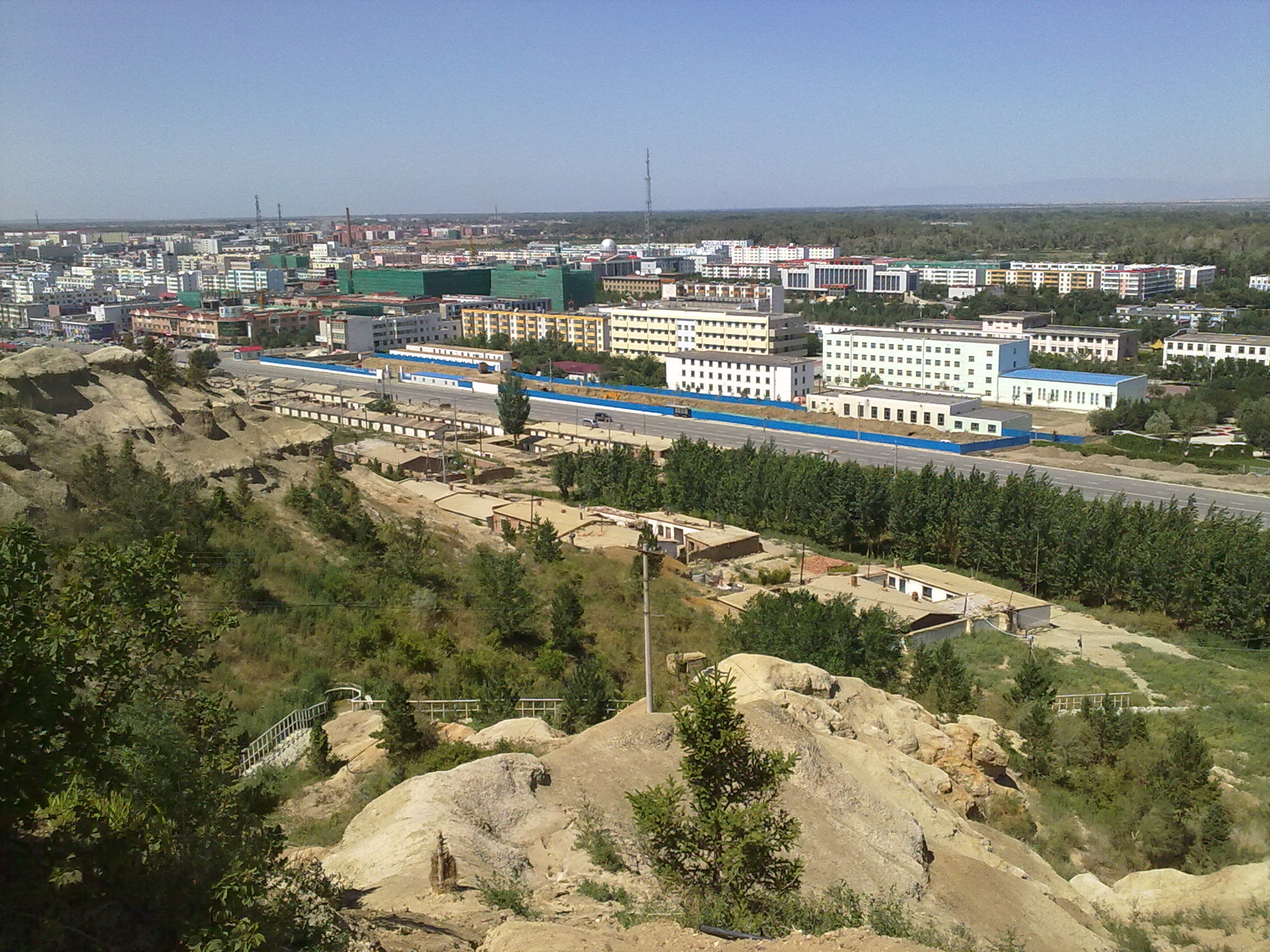
Beitun

Beitun (chinesisch 北屯市, Pinyin Běitún Shì, uigurisch بەيتۈن شەھىرى Bəytün Xəⱨiri) ist eine am 28. Dezember 2011 gegründete, direkt der Gebietsregierung (und nicht wie andere kreisfreie Städte der Bezirksebene) unterstehende kreisfreie Stadt im Norden des Uigurischen Autonomen Gebiets Xinjiang der Volksrepublik China. Sie liegt, umfangen vom Regierungsbezirk Altay, zwischen der Stadt Altay und dem Kreis Burultokay. Ihr Verwaltungsgebiet hat eine Fläche von 910,5 Quadratkilometern und eine Einwohnerzahl von 76.300 (2011). Die Fläche der neuen Stadt Beitun setzt sich aus der früher zur Stadt Altay gehörenden Großgemeinde Beitun und den Produktions- und Aufbaukorps Nr. 183, 187 und 188, die zuvor zum Kreis Burultokay gehörten, zusammen.

## Administrative Gliederung
Auf Gemeindeebene setzt sich Beitun aus einer Großgemeinde und drei Produktions- und Aufbaukorps zusammen. Diese sind:
- Großgemeinde Beitun (北屯镇);
- Produktions- und Aufbaukorps Nr. 183 (兵团一八三团);
- Produktions- und Aufbaukorps Nr. 187 (兵团一八七团);
- Produktions- und Aufbaukorps Nr. 188 (兵团一八八团).

## Verkehr
Beitun liegt an der Ende 2009 für Fracht und 2011 für Personenverkehr eröffneten Kui-A-Eisenbahnstrecke 奎阿铁路 (Kuytun–Altay (Kreis Burqin)), die 2016 nach Altay verlängert wurde.